# Intestinalna malrotacija
Intestinalna malrotacija ili izostanak, ili nepotpunu rotaciju creva je abnormalan raspored i pravac pružanja creva u trbušnoj duplji, nastao nakon embrionalnog razvoja, koji se može manifestovati u ranom ili kasnijem životnom dobu.
Bolest se karakteriše izostankom, ili nepotpunom rotacijom creva oko gornje mezenterične arterije, što vodi u moguću opstrukciju creva sa svim komplikacijama i posledicama, među kojima je najznačajnija perforacija creva sa izlivanjem crevnog sadržaja u trbušnu duplju i pojavom zapaljenja trbušne maramice (peritonitisa). Najveći broj bolesnika ima simptome prvih dana, ili nekoliko nedelja nakon rođenja, a nešto manje u periodu od godinu dana nakon rođenja. 

## Epidemiologija
Intestinalna malrotacija koja se javlja kod 1 na 500 živorođene dece, i to u većini slučajeva kod većine dece udružena sa intestinalnom atrezijom, gastroshizom, omfalocelom i kongenitalnom dijafragmalnom hernijom, kao i u 2% bolesnika sa sindromomom Cornelia de Lange.
Pol
Ova anomalija, sa mortalitetom novorodjenčadi od oko 25%, nešto se češća javlja kod muške novorođenčadi u odnosu na žensku, sa muško : ženskim odnosom 2 : 1.
Starost
Danas je ustaljen stav, da se intestinalna malrotacija javlja u:
- 40% bolesnika tokom prve nedelje života novorođenčeta,
- 50% u prvom mesecu,
- 75% u prvoj godini života.

Međutim da nije baš tako potvrđuju neka novija istraživanja, u kojima je utvrđeno da se malrotiranja sve više otkriva i kod odraslih osoba. Tako je npr. u seriji od 170 bolesnika sa maltretacijom creva (dijagnostikovanoj u jednoj instituciji u periodu od 1992. do 2009. godini) otkriveno da su u:
- 31% slučajeva bila odojčad,
- 21% slučajeva deca stara od 1-18 godina,
- Dok su u preostalih 48% slučajeva bolesnici bili odrasli.[4]

Iako je neuobičajeno, postoje i izveštaji o malrotaciji creva kod odraslih osoba sa totalnim volvulusom creva, u kojima se navodi otkrće malrotacije creva kod 42% odraslih bolesnika. Neki izveštaji su čak dokumentovali pojavu urođene malrotaciju koja se pojavila tokom trudnoće.

## Etiopatogeneza
Poremećaj u položaju creva u trbuhu javlja se zbog poremećaja normalnog embrionalnog razvoja creva. 

### Embrionalni razvoj creva
Da bi se shvatila intestinalna malrotacija, potrebno je prvo sagledati normalne procese u embronalnom razvoju trbuha koji se odvijaju sledećim redosledom.
Tokom embriogeneze od primitivnog creva izduživanjem i diferencijacijom ne nastaju samo različiti delovi crevnog trakta, već se creva slažu u trbušnu (abdominalnu) duplju po određenim zakonitostima rotacije, koja se odvija u dva stadijuma i fiksaciji za retroperitoneum, koja se dešava u trećem stadijumu. 
Duodenojejunalna vijuga na prednjem delu primitivnog creva rotira iz pozicije iznad a. mesentericae superior, udesno za 90°, naniže za 90° i ulevo za 90°, obrnuto kretanju kazaljke na časovniku, za ukupno 270°. 
Cekokolična vijuga na zadnjem delu primitivnog creva rotira iz pozicije ulevo i ispod a. mesentericae superior naviše za 90°, udesno za 90° i naniže za 90°, obrnuto kretanju kazaljke na časovniku, takođe za ukupno 270° i ispred duodenojejunalne vijuge. Na taj način je završena rotacija creva.
U trećem stadijumu se slepo crevo spušta u desni donji kvadrant i mezenterijum se fiksira širokom bazom prema retroperitoneumu, od slepog creva u desnom donjem kvadrantu do duodenojejunalne vijuge u levom gornjem kvadrantu trbuha. Široka baza mezenterijuma daje stabilnost ukupnoj dužini creva i onemogućava uvrtanje oko njene ose. 
- Tanko crevo in situ, veći omentum je preklopljen na gore
- Prvi stadijum razvoja intestinalnog kanala i trbušne maramice, gledano sa strane (dijagramatski). Od creva 1 će se formirati uzlazno i poprečno crevo, a od creva 2 i silazno i sigmoidno crevo i rektum.
- Drugi stadijum razvoja intestinalnog kanala i trbušne maramice, gledano od napred (dijagramski). Jetra je ukloljena i dva sloja ventralnog mezogastrijuma (lesser omentum) su isečena. Sudovi su prikazani crnom bojaom, a peritoneum crevenom
- Treći stadijum razvoja intestinalnog kanala i trbušne maramice, gledano spreda (dijagramski). Mod pripreme je isti kao u predhodnoj slici

### Klasifikacija poremećaja u embrionalnom razvoju creva
| Stadijum razvoja | Naziv                 | Karakteristike |
| ---------------- | --------------------- | --- |
| I                | Nonrotacija           | Je položaj i raspored intestinalnog trakta koji nastaje ukoliko se proces rotacije prekine u prvom stadijumu: duodenojejunalna vijuga leži udesno od a. mesenterice superior, a slepog creva je podignut naviše prema srednjoj liniji, zbog čega je baza mezenterijuma uzana i podložna uvrtanju oko svoje ose u pravcu kretanja kazaljke na časovniku, što predstavlja predispoziciju za nastajanje volvulusa. |
| II               | Inkompletna rotacija  | Nastaje ukoliko se proces prekine u nekoj fazi drugog stadijuma. Za nju je tipična visoka pozicija cekuma, tako da kongenitalne peritonealne bride koje polaze od slepog creva prema mezenterijumu obično komprimuju treću porciju duodenuma. U zavisnosti od toga koliko je rotacije obavljeno, baza mezenterijuma opet može biti uzana i predisponirana za nastajanje volvulusa. Ukoliko rotacija duodenojejunalne vijuge potpuno izostane, a cekokolična vijuga normalno rotira, ovo može zarobiti celo tanko crevo u mezenterijum debelog creva i tako nastaje desna mezokolična (paraduodenalna) unutrašnja kila (hernija) |
| III              | Inkompletna fiksacija | Nastaje kada dođe do prekida u trećoj fazi razvoja intestinalnog trakta i kad izostane retroperitonealna fiksacija i dvanaestopalačnog i debelog creva (duodenuma i kolona). Tanko crevo, koje migrira u levi gornji kvadrant trbuha, može biti zarobljeno u mezenterijumu debelog creva i tako nastaje leva mezokolična unutrašnja kila. Takođe, nefiksirano i slobodno slepo crevo može dovesti do nastanka volvulusa terminalnog tankog creva, slepog creva i ascendentnog dela debelog creva. |

## Klinička slika
Klinički simptomi zavise od tipa malrotacije i mogu odgovarati: 
Akutnoj ili hroničnoj stenozi dvaneastopalaćnog creva — kada se manifestuje biloznim povraćanjem i nenapredovanjem u težini (slabiji rast i razvoj deteta, otoci, anemija).
Akutnom ili hroničnom volvulusu — kada se manifestuje biloznim povraćanjem i distenzijom trbuha, a u kasnijem toku i hematemezom i krvavim stolicama
Unutrašnjoj kili — kada se manifestuje rekurentnim i intermitentnim znacima subokluzije tankog creva i abdominalnim kolikama,
žutom prebojenosti kože (ikterus).

## Dijagnoza
U slučaju akutnih simptoma, dijagnoza se postavlja urgentno, na osnovu kliničke slike i nativnih radiografija trbuha u uspravnom stavu, na kojima se u zavisnosti od nivoa opstrukcije vidie znaci dvostrukog balona (double-bubble) kod stenoze dvaneastopalačnog creva, distendirane proksimalne vijuge, retko hidroaerični nivoi, ponekad bez gasa u crevima ili sa slobodnim gasom u trbuhu u slučaju perforacije. 
Kod bolesniku dobrog opšteg stanja i sa hroničnim simptomima, mogu se uraditi kontrastne radiografije gornjih delova gastrointestinalnog trakta, mada i one nekad mogu biti neodređene po pitanju pozicije duodenojejunalne vijuge. Tada irigografija može pomoći u određivanju pozicije slepog creva. 
Ultrasonografski pregled trbuha, danas se smatra suverenim u otkrivanju intestinalne malrotacije, posebno ako njime može da se utvrdi inverzija gornja mezenterična arterija (a. mesenterice superior) i prikaže gornja mezenterična vena (v. mesenterica superior).

## Diferencijalna dijagnoza
Diferencijalnom dijagnozom mogu se otkriti atrezija duodenuma i tankog creva, gastroezofagealni refluks, nekrotični enterokolitis, neonatalna sepsa itd.

## Terapija
Lečenje je hirurško, i sprovodi se Laddovom procedurom, koja podrazumeva redukciju volvulusa ako postoji, resekcijom svih kongnitalnih brida, apendektomijom i smeštanjem tankog creva na desnu i debelog creva na levu stranu trbuha.

## Prognoza
Uopšteno, prognoza bolesti je bolja kod starije dece nego kod novorodjenčadi.
Postoperativna prognoza je uglavnom dobra, ukoliko posle volvulusa ne zaostane sindrom kratkog creva.

## Literatura
- Smith EI: Malrotation of the Intestine. . Welch KJ, Randolph JG, Ravitch MN, et al,, ур. (1986). Pediatric Surgery. 2 (4th изд.). St Louis, Mo: Mosby-Year Book. стр. 882—95.
- Feitz, R.; Vos, A. (септембар 1997). „Malrotation: the postoperative period”. J Pediatr Surg. 32 (9): 1322—4.

## Spoljašnje veze
- Pathologie mésentérique — Anomalies de Rotation du mésentère — www. invision.online.fr (језик: француски)

|  | Molimo Vas, obratite pažnju na važno upozorenje u vezi sa temama iz oblasti medicine (zdravlja). |